# Mit Fried und Freud ich fahr dahin, BWV 125
Mit Fried und Freud ich fahr dahin, BWV 125 (En pau i amb joia me'n vaig), és una cantata religiosa de Johann Sebastian Bach per a la festa de la Purificació de Maria, estrenada a Leipzig, el 2 de febrer de 1725.

## Origen i context
La cantata forma part del grup de cantates corals de 1724-25, basades tant en la lletra com en la música en un coral de la tradició luterana, en aquest cas en el qual dona títol a la cantata. Es tracta d'una paràfrasi de Luter sobre el càntic Nunc dimittis servum tuum, Domine (Ara pot deixar marxar el teu servent, Senyor), que fa referència al compliment de la revelació de l'Esperit Sant a Simeó, recollida en l'evangeli segons Lluc (2, 22-32): “que no veuria la mort sense haver vist el Messies del Senyor”. L'autor, anònim, manté literalment la primera estrofa per al número 1, la segona per al número 2 i la quarta per al coral final. El contingut de la segona estrofa i alguns versicles de la tercera s'aprofiten en els números 2, 5 i 6. Per a la festa de la Candelera es conserven, a més d'aquesta, altres tres cantates, les  BWV 82, BWV 83, i BWV 200; altres cantates, BWV 157, BWV 158 i BWV 161 s'han interpretat a vegades en aquesta festa de la Mare de Déu.

## Anàlisi
Obra escrita per a contralt, tenor, baix i cor; trompa, flauta travessera, oboè, oboè d'amor, corda i baix continu. Consta de sis números.
1. Cor: Mit Fried und Freud ich fahr dahin (En pau i amb joia me'n vaig)
2. Ària (contralt): Ich will auch mit gebrochnen Augen (Fins i tot amb els ulls entelats)
3. Recitatiu (baix): O Wunder, dass ein Herz (És cosa d'admirar que un cor)
4. Ària (duet de tenor i baix): Ein unbegreiflich Licht erfüllt (Una llum indescriptible omple)
5. Recitatiu (contralt): O unerschöpfter Schatz der Güte (Oh inexhaurible tresor de bondat)
6. Coral: Er ist das Heil und selig Licht (Ell és la salvació i la llum benaurada)

El primer número reuneix tots els efectius i transmet la idea de camí amb un ritme insistent (compàs de 12/8), els sopranos exposen el coral reforçats per la trompa i el contrapunt de les altres veus. El número 2, és una ària de contralt, bastant llarga, acompanyat de la flauta i l'oboè, en la primera part es reforça la idea d'esperança Hoffen i en la segona la de morir Sterben, que es repeteix fins a tres vegades. El número 3, és un recitatiu de baix, dramàtic, amb un motiu ostinato dels violins i violes. Un concertant de dues parts de violí, tenor i baix amb continu protagonitzen el quart número, que expressa la joia del creient davant la promesa de salvació que anuncia una llum miraculosa; els passatges instrumentals són com una sonata a tre, a destacar les vocalitzacions dels dos solistes sobre Es schallet (ressona). Un recitatiu de contralt dona pas al coral final harmonitzat que clou la cantata que té una durada aproximada d'uns vint-i-cinc minuts.

## Discografia seleccionada
- J.S. Bach: Das Kantatenwerk. Sacred Cantatas Vol. 7. Nikolaus Harnoncourt, Tölzer Knabenchor (Gerard Schmidt-Gaden, director), Concentus Musicus Wien, Paul Esswood, Kurt Equiluz, Thomas Thomaschke. (Teldec), 1994.
- J.S. Bach: The complete live recordings from the Bach Cantata Pilgrimage. CD 8: Priory Church, Christchurch, Dorset; 2 de febrer de 2000. John Eliot Gardiner, Monteverdi Choir, English Baroque Soloists, Robin Tyson, Paul Agnew, Peter Harvey. (Soli Deo Gloria), 2013.
- J.S. Bach: Complete Cantatas Vol. 14. Ton Koopman, Amsterdam Baroque Orchestra & Choir, Bogna Bartsoz, Jörg Dürmüller, Klaus Mertens. (Challenge Classics), 2005.
- J.S. Bach: Cantatas Vol. 32. Masaaki Suzuki, Bach Collegium Japan, Robin Blaze, Andreas Weller, Peter Kooij. (BIS), 2006.
- J.S. Bach: Church Cantatas Vol. 39. Helmuth Rilling, Gächinger Kantorei, Bach-Collegium Stuttgart, Marga Höffgen, Kurt Equiluz, Wolfgang Schöne. (Hänssler), 1999.
- J.S. Bach: “Mit Fried und Freud”. Cantatas BWV 8, 125 & 138. Philippe Herreweghe, Collegium Vocale Gent, Ingeborg Danz, Mark Padmore, Peter Kooij. (Harmonia Mundi), 1998.
- J.S. Bach: Marian Feasts Cantatas BWV 1, 125 & 147. Georg Christoph Biller, Thomanerchor Leipzig, Gewandhausorchester, Stephan Kahle (solista del cor), Martin Petzold, Matthias Weichert. (Rondeau), 2010.